# 2-Cloro-1,1-difluoroetè
El 2-cloro-1,1-difluoroetè, comercialment conegut com a: R1122, u-HCFC-1122 o HCFO-1122, és un clorofluorocarbur o CFC insaturat de fórmula química CF2=CHCl. No es troba en estat natural. És tòxic.

## Obtenció
Una de les maneres de sintetitzar el 2-cloro-1,1-difluoroetè és mitjançant la deshidrocloració del HCFC-132b a 600 °C, preferentment amb un poc de tetraclorur de carboni (CCl4) per a arribar a un rendiment d’un 70 %. La reacció duita a terme és:
{\displaystyle {\ce {CH2ClCClF2 -> CHCl=CF2 + HCl}}}
També es pot utilitzar 1,1-dicloro-2,2-difluoroetè o HCFC-132a, però l’eficiència és menor:
{\displaystyle {\ce {CHCl2CHF2 -> CHCl=CF2 + HCl}}}
Si s'intenta fer amb HFC-134a a partir de HCFC-133a, es produeix un poc de HCFO-1122 com a fruit d’un producte secundari mitjançant la deshidrofluoració:
{\displaystyle {\ce {CF3CH2Cl -> CHCl=CF2 + HF}}}

## Propietats

### Estructura
El 2-cloro-1,1-difluoroetè té una forma plana amb tots els àtoms en el mateix pla. Els dos àtoms de fluor es poden distingir per si un està més a prop de l'hidrogen o del clor F(H) o F(Cl). Les distàncies d’aquest compost orgànic és C=C 1.303 Å, C-F(H) 1.321 Å, C-F(Cl) 1.320 Å, C-Cl 1.731 Å, C-H 1.083 Å. Pels angles d’enllaç: ∠CCF(H) 123.4°, ∠CCF(Cl) 126.1°, ∠CCH 128.3°, ∠CCCl 121°.

### Espectre
En el cas del 2-cloro-1,1-difluoroetè, l'espectre d’infrarojos inclou bandes d’absorció fortes a v10 a 751,1 cm-1, v5 a 971,5 i 970,2 cm-1, v4 a 1200,7 cm-1, v3 a 1341,7 cm-1, i v2 a 1747,5 cm-1. Les bandes d’absorció més febles es troben a v7 a 578,0 i 577,4 cm-1, v6 a 844.9 i 842,8 cm-1 i v1 a 3135,9 cm-1.

### Altres
La massa molecular del 2-cloro-1,1-difluoroetè és de 98,48 g/mol. El seu punt de fusió està als -138,5 °C (134,5 K) i el punt d’ebullició és de -17 °C (256 K). Com a densitat té 1,275 g/mL.
Amb aquesta molècula (2-cloro-1,1-difluoroetè), es coneix un complex d’argó (Ar). L’àtom d’argó està fora del pla dels altres àtoms, al costat de l’àtom de clor (Cl).

## Ocurrència
El 2-cloro-1,1-difluoroetè, pot ser contaminant en HFC-134a. Es pot formar mitjançant l'eliminació de HCl o HF d'altres HCFC com l’HCFC-133a. Amb aquesta reacció:{\displaystyle {\ce {CF3 CH2 Cl -> CF2=CHCl + HF}}}
Es pot eliminar de la mescla mitjançant diferents processos físics, com l’absorció i per mitjà de processos químics, fluoritzant-la, reduint-la o bé oxidant-la. Un exemple específic per a utilització dins la medicina del HFC-134a es necessiten menys de 5 ppm d’HCFC-1122. Els éssers humans que han estat anestesiats amb halotà, converteixen una part del cos en 2-cloro-1,1-difluoroetè i després l’exhalen.

## Reaccions
Quan el 2-cloro-1,1-difluoroetè és irradiat amb llum ultraviolada a 192 nm, el 2-cloro-1,1-difluoroetè separa el clorur d’hidrogen (HCl) per formar un carbè: difluorovinilidè, amb la següent equació química:
{\displaystyle {\ce {CF2=CHCl -> CF2=C: + HCl}}}
El difluorovinilidè no es converteix en difluoroacetilè (FC≡CF), sinó que sobreviu i reacciona amb altres molècules. També es pot eliminar el flurour d’hidrogen (HF) per produir clorofluoroacetilè (ClC≡CF).
El 2-cloro-1,1-difluoroetè pot ser eliminat des del HFC-134a mitjançant oxidació amb permanganat de potassi (KMnO4). Una alternativa, l’oxidació es pot produir amb el peròxid d’hidrogen (H2O2). La fluoració es pot produir amb el fluorur d’hidrogen (HF) amb un catalitzador de triòxid de crom (CrO3), produint així CF3CH2Cl. Amb fluor (F) al voltant dels -60 °C (o 213K) formant CF3CHClF.
Quan s'escalfa amb ciclopentadiè a 170 °C (446K), es produeixen derivats bicíclics del norbornè.
Si hom l'escalfa amb hidrogen es desclora convertint-se en l'1,1-difluoroetà saturat.
El triclorosilà reacciona afegint-se a través del doble enllaç, produint principalment tricloro-(2,2-difluoroetil)silà. A mesura que augmenten els nivells de 2-cloro-1,1-difluoroetè, es produeix més tricloro-(2-cloro-2,2-difluoroetil)silà i tricloro-(2-cloro-1,1-difluoroetil)silà.

## Usos
El 2-cloro-1,1-difluoroetè és un intermedi en la fabricació de fluorosurfactants, agents d’acabat de tèxtils els quals contenen fluor, resines modificades amb fluor de silici orgànic i altres productes de química fina que contenen fluor.

## Toxicitat
El 2-cloro-1,1-difluoroetè és inflamable i irritant, provocant afectes adversos com nàusees i vòmits, i també problemes al sistema respiratori.
Una estimació de la potència de forçament radiatiu és de 0.098 W m2 ppbv-1 i el potencial d’escalfament global és d’entre 1,5 i 4,5 en un període d’uns cent anys. Aquest gas té una duració dins l'atmosfera terrestre de només uns 10 a 30 dies, es va disminuint mitjançant la contaminació.